# Вуж-циклоп
Вуж-циклоп (Nerodia cyclopion) — неотруйна змія з роду Неродія родини Вужеві. Інша назва «зелена водяна змія».

## Опис
Загальна довжина коливається від 76 см до 1,4 м. Голова трикутна. Очі маленькі, спрямовані трохи догори. Тулуб міцний, кремезний, з сильно вираженим кілем на лусці. Під очима присутня декілька щитків на кшталт кілець. Спина має зеленувато—коричневе, оливкове забарвлення, іноді з нечіткими цятками темнішого кольору. Черево більш жовтувате.

## Спосіб життя
Полюбляє болота, береги озер, ставків. Активний уночі. Харчується рибою та амфібіями.
Це живородна змія. Самиця у липні—серпні народжує від 7 до 101 дитинчати довжиною до 25 см.

## Розповсюдження
Мешкає у штатах США: Техасі, Луїзіані, Арканзасі, Міссурі, Іллінойсі, Міссісіпі, Алабамі, Джорджії, Флориді, Південній Кароліні, Теннессі, Кентуккі.